# 팔셰핑시

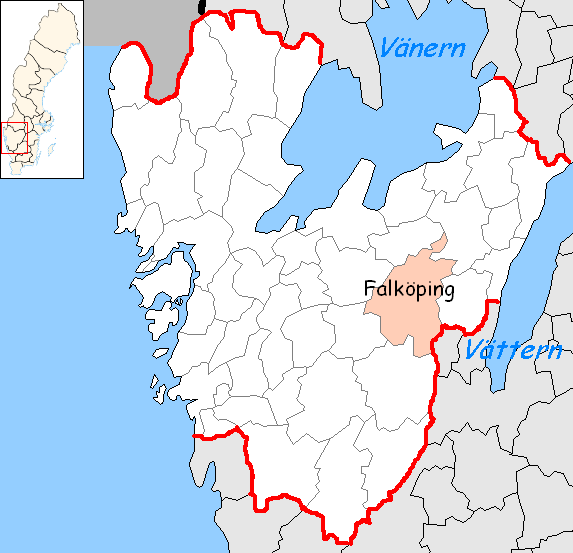
팔셰핑 시의 위치

팔셰핑시(스웨덴어: Falköpings kommun)는 스웨덴 베스트라예탈란드주에 위치한 지방 자치체로 행정 중심지는 팔셰핑이며 면적은 1,065.78km2, 인구는 32,806명(2016년 12월 31일 기준), 인구 밀도는 31명/km2이다.

시 문장